# 休斯号护航驱逐舰
休斯号护航驱逐舰（英語：USS Huse，舷号：DE-145），是美国海军于第二次世界大战期间建造的一艘埃德索尔级护航驱逐舰，其舰名取自荣誉勋章获得者哈利·麦克拉伦·平克尼·休斯中将。
该舰由中将的女儿L·M·胡姆里希斯（L. M. Humrichouse）女士冠名，于1943年1月11日在德克萨斯州奥兰治联合钢铁厂铺设龙骨，随后于3月23日下水。1943年8月30日，休斯号正式服役，交由威廉·A·塞申斯（William A. Sessions）少校指挥。

## 设计与装备
埃德索尔级护航驱逐舰的设计与巴克利级护航驱逐舰类似，均采用长船体并建有较高的舰桥。该级护航驱逐舰配备3英寸（76毫米）50倍径单装主炮，后续曾计划更换为5英寸（127毫米）38倍径主炮，但最终没有实际执行。该级护航驱逐舰由4台费尔班克斯-莫尔斯38D8-1/8-10内燃机提供动力，总功率最高可达6000匹马力，最高航速21节。其燃料舱可携带312吨重油，在12节航速下航程可达11000海里。此外，该级舰船还配备有较完善的侦查搜索系统，包括SL或SU水面雷达、SA对空雷达、QC声呐系统以及用于监听潜艇无线电的HF/DF天线。

## 服役历史
在百慕大海域完成试航调整后，休斯号于1943年10月25日返回南卡罗来纳州查尔斯顿，随后前往弗吉尼亚州诺福克接受进一步训练。11月13日，她护送船队前往卡萨布兰卡，顺利完成任务后，她于12月25日抵达纽约。
1944年1月25日至2月11日，休斯号再次护送船队前往北非，抵达目的地后，她被派往直布罗陀外海协助英国皇家海军执行反潜巡逻任务。3月8日，休斯号返回纽约，随后加入以克罗坦号护航航空母舰为核心的猎潜大队。3月24日，舰队由诺福克出发前往大西洋搜寻U型潜艇，4月7日，她们追踪到了正在航行的U-856号，休斯号和查普林号随后赶上将其击沉。在百慕大短暂停留后，舰队于4月12日再次出发搜寻敌军，26日，她们成功追踪并击沉了U-488号潜艇。
5月11日至6月3日，休斯号在布鲁克林造船厂进行检修，随后继续跟随猎潜大队执行任务。6月11日，休斯号追踪到U-490号潜艇，她先后投下6轮深水炸弹并发射2轮刺猬炮，这些攻击重创了潜艇但并没能将其击沉。12日凌晨，雷达追踪到了已经上浮的U-490号，其随后被美军火炮击沉。之后的数个月内，休斯号一直跟随舰队巡逻，仅在必要时停靠港口补给。10月2日，休斯号再次前往布鲁克林造船厂进行检修和训练，随后驶往切萨皮克湾和加勒比地区参加演习。
1945年3月25日，休斯号再次跟随猎潜大队出击，4月16日，舰队发现并击沉U-880号潜艇。此后，她们继续在阿真舍以北海域巡逻直至5月14日返回纽约。
纳粹德国投降后，休斯号被调往太平洋舰队继续服役。7月10日，她启程前往加勒比地区训练演习，随后经巴拿马运河进入太平洋。8月7日，休斯号顺利抵达加利福尼亚州圣迭戈，随后继续驶往珍珠港并在途中收到了日本投降的消息。她随后在夏威夷海域参加了数次演习，最终于9月28日启程返回诺福克。1946年1月19日，休斯号驶抵佛罗里达州格林科夫斯普林斯，随后于3月27日退役并加入美国海军预备舰队。
1951年8月3日，休斯号再次投入现役，在加勒比海域完成试航调整后，她于1952年1月15日作为声呐训练舰驶抵佛罗里达州基韦斯特执行任务。5月，休斯号北上前往拉布拉多外海参加相关行动，随后返回美国东岸并以罗德岛州纽波特为基地，长期驻留基韦斯特和加勒比海域接受训练。1955年7月，休斯号被派往诺福克接驳一队见习军官完成其前往北欧的训练航行任务。9月3日，休斯号返回纽波特，随后继续开展反潜行动。
1957年初，休斯号被调至大西洋导弹试验场附近的特遣舰队，5月，她在波多黎各外海参加了一枚先锋计划卫星的发射和鼻锥回收行动。此后，休斯号再次返回基韦斯特接受训练并于9月前往北欧参加北约军演，10月21日，她回到纽波特。此后的两年间，休斯号主要在基韦斯特协助声呐训练，期间仅短暂驶离前往加勒比地区或返回船厂整修。
1960年3月，休斯号加入美国海军预备役训练计划，此后的3个月内，她都被预备役军官用于纽约和诺福克间的训练航行。7月6日，休斯号驶抵其新母港新奥尔良，随后继续被用于预备役官兵的训练。古巴导弹危机期间，休斯号被调往佛罗里达海域协助封锁。1963至1965年，休斯号继续以新奥尔良为母港，于墨西哥湾和加勒比海域培训军官和士兵。
1965年6月，休斯号在诺福克退役并于当地加入美国海军预备舰队。1973年8月1日，她自美国海军除籍，随后于次年6月24日被出售拆解。

## 荣誉
休斯号在第二次世界大战中共获得5枚战斗之星，其服役期间所获荣誉如下表所示：
|             |  |             |
| Silver star |  | Bronze star |

| 战斗行动奖章 （追授）                  | 海军远征奖章           | 美国战役奖章                   |
| 欧洲-非洲-中东战役奖章 （5枚战斗之星） | 第二次世界大战胜利奖章 | 国防部服役奖章 （1枚战斗之星） |

## 历任舰长
| 姓名       | 译名                     | 军衔 | 任职时间                     |
| ---------- | ------------------------ | ---- | ---------------------------- |
|            | 威廉·A·塞申斯            | 少校 | 1943年8月30日                |
|            | 罗伯特·休姆·万利斯       | 少校 | 1943年12月28日               |
|            | 小詹姆斯·赫维·巴奇尔     | 少校 | 1944年6月2日                 |
|            | 詹姆斯·A·约翰逊          | 中尉 | 1945年11月16日-1946年3月27日 |
|            | 弗雷德里克·威廉·齐格勒   | 少校 | 1951年8月3日                 |
|            | 理查德·斯特里特·怀特三世 | 中校 | 1953年9月22日                |
|            | 哈利·泽尔纳·米勒         | 中校 | 1955年7月                    |
|            | 劳伦斯·阿尔伯特·肯普夫   | 少校 | 1957年4月16日                |
|            | 小威廉·布斯·默里         | 少校 | 1958年9月30日                |
|            | 小伯特·米尔顿·阿特金森   | 少校 | 1959年11月27日               |
|            | 乔治·科瑞                | 中校 | 1961年7月15日                |
|            | 戴尔·里昂·凯尔福特       | 少校 | 1962年8月1日                 |
|            | 小佛雷德·弗洛伊德·艾姆斯 | 少校 | 1964年6月10日-1965年6月30日  |
| 参考文献： |                          |      |                              |